# El Sueño de Morfeo, destino Eurovisión
El Sueño de Morfeo, destino Eurovisión es un programa de televisión, edición anual de Destino Eurovisión, que fue emitido en directo por La 1, TVE Internacional y rtve.es, así como en la web oficial del festival eurovision.tv el 26 de febrero de 2013 a las 22:30 horas, en el cual se realizó la elección de la canción que representará a España en el Festival de la Canción de Eurovisión 2013 en Malmö (Suecia). La gala fue presentada por Carolina Ferre y estuvo protagonizada por el grupo musical El Sueño de Morfeo, que fue designado por TVE en diciembre de 2012 de forma interna como representante.

## Fase previa en internet
El 5 de febrero de 2013 se publicaron las cuatro canciones compuestas por el mismo grupo que serían las que competirían por representar a España en Malmö. Dos de ellas fueron escogidas por El Sueño de Morfeo para pasar directamente a la final, y las otras dos pasaron a una criba previa por Internet, en una votación en línea que se realizó en la página web de Eurovisión de RTVE. La canción menos votada fue eliminada y la más votada se unió a las dos escogidas por El Sueño de Morfeo para acudir a la final televisada.
| Título                 | Clasificación       |
| ---------------------- | ------------------- |
| Contigo hasta el final | Directa en la final |
| Dame tu voz            | Directa en la final |
| Atrévete               | 69,9% de votos      |
| Revolución             | 30,1% de votos      |

## Gala televisada
La gala se celebró en los estudios de Sant Cugat en Sant Cugat del Vallés (Barcelona) presentada por Carolina Ferre. El jurado estuvo compuesto por José María Íñigo (comentarista español en Eurovisión en las ediciones de 2011, 2012 y 2013), Rosa López (representante española en 2002), y Marco Mengoni (representante italiano ese mismo año, en 2013).
| Clasificación | Título                 | José María Íñigo | Rosa López | Marco Mengoni | Total Jurado | Televoto | TOTAL |
| ------------- | ---------------------- | ---------------- | ---------- | ------------- | ------------ | -------- | ----- |
| 1             | Contigo hasta el final | 12               | 12         | 12            | 36           | 36       | 72    |
| 2             | Atrévete               | 10               | 10         | 10            | 30           | 30       | 60    |
| 3             | Dame tu voz            | 8                | 8          | 8             | 24           | 24       | 48    |

## En Eurovisión
Como miembro del "Big Five", España se clasificó automáticamente para la final, que se celebró el 18 de mayo de 2013. Además de su participación en la final, a España se le asignó votar en la segunda semifinal el 16 de mayo de 2013.
Durante la conferencia de prensa de la delegación española el 15 de mayo, España quedó encuadrada en la primera mitad de la final. En la final, los productores del certamen decidieron que España saldría del quinto puesto, después de Finlandia y el precediendo a Bélgica. Finalmente, España consiguió 8 puntos y el puesto 25, penúltima posición.

### Puntos dados por España
| 12 puntos | Noruega    |
| 10 puntos | San Marino |
| 8 puntos  | Finlandia  |
| 7 puntos  | Islandia   |
| 6 puntos  | Bulgaria   |
| 5 puntos  | Grecia     |
| 4 puntos  | Georgia    |
| 3 puntos  | Israel     |
| 2 puntos  | Azerbaiyán |
| 1 puntos  | Rumanía    |

| 12 puntos | Italia      |
| 10 puntos | Ucrania     |
| 8 puntos  | Dinamarca   |
| 7 puntos  | Azerbaiyán  |
| 6 puntos  | Rusia       |
| 5 puntos  | Noruega     |
| 4 puntos  | Reino Unido |
| 3 puntos  | Alemania    |
| 2 puntos  | Moldavia    |
| 1 puntos  | Malta       |

### Puntos dados a España
| 12 puntos | 10 puntos | 8 puntos | 7 puntos | 6 puntos |
| --------- | --------- | -------- | -------- | -------- |
|           |           |          |          | Albania  |
| 5 puntos  | 4 puntos  | 3 puntos | 2 puntos | 1 puntos |
|           |           |          | Italia   |          |

## Predecesor y sucesor
| Predecesor: Eurovisión: Pastora Soler | El Sueño de Morfeo, destino Eurovisión 2013 | Sucesor: Mira quién va a Eurovisión |